# Миссия «Милагро»
«Миссия „Милагро“» или «Операция „Милагро“» — программа офтальмологической помощи беднейшим слоям населения стран третьего мира, осуществляемая совместно правительствами Кубы и Венесуэлы.
Программа была начата 8 июля 2004 года в рамках стратегического плана интеграции стран Боливарианского альянса для народов нашей Америки (ALBA).
Благодаря программе с 2004 по 2014 год офтальмологическую помощь получило более трёх миллионов человек по всему миру, включая такие страны, как Боливия, Сальвадор, Гватемала, Гондурас, Никарагуа, Коста-Рика, Панама, Эквадор, Колумбия, Аргентина, Уругвай, Гайана, Гаити, Гранада, Пакистан и Индонезия. Примечательно, что среди получивших медицинскую помощь благодаря «Миссии „Милагро“» был и убийца Че Гевары Марио Теран, которому провели операцию по удалению катаракты и вернули зрение.